# Kind of Blue
A Kind of Blue Miles Davis albuma, melyet 1959. március 2-án és április 22-én vettek fel a Columbia Records 30. utcai stúdiójában, New Yorkban. Davis korábban is kísérletezett a modális improvizációval a Milestones és '58 Sessions albumokon, a Kind of Blue már teljes mértékben a modalitáson alapult.
Amerikában 2002-ben háromszoros platina minősítést nyert el, így Davis legkelendőbb albuma, és minden idők legkelendőbb jazz felvétele lett. A Rolling Stone magazin Minden idők 500 legjobb albuma listáján a 12. helyre sorolták. Több kritikus szerint a jazztörténet legjobb és legnagyobb hatású albuma. Szerepel az 1001 lemez, amit hallanod kell, mielőtt meghalsz című könyvben.

## Az album dalai
|    | Cím                | Szerző(k)               | Hossz |
| -- | ------------------ | ----------------------- | ----- |
| 1. | So What            | Miles Davis             | 9:22  |
| 2. | Freddie Freeloader | Miles Davis             | 9:46  |
| 3. | Blue in Green      | Miles Davis, Bill Evans | 5:37  |
| 4. | All Blues          | Miles Davis             | 11:33 |
| 5. | Flamenco Sketches  | Miles Davis, Bill Evans | 9:26  |

## Közreműködők

### Zenészek
- Miles Davis – trombita, vezető
- John Coltrane – tenorszaxofon
- Cannonball Adderley – esz-altszaxofon, kivéve a Blue in Green-t
- Wynton Kelly – zongora, kizárólag a Freddie Freeloader-en
- Bill Evans – zongora, kivéve a Freddie Freeloader-t
- Paul Chambers – bőgő
- Jimmy Cobb – dob

### Producerek
- Teo Macero
- Irving Townsend